# Estret de Messina
L'estret de Messina (en italià Stretto di Messina, en sicilià Strittu di Missina) és un estret que separa l'illa de Sicília de la península Itàlica (a la part de Calàbria) i comunica la mar Tirrena amb la mar Jònica. Al seu punt més estret mesura 3 km d'ample.

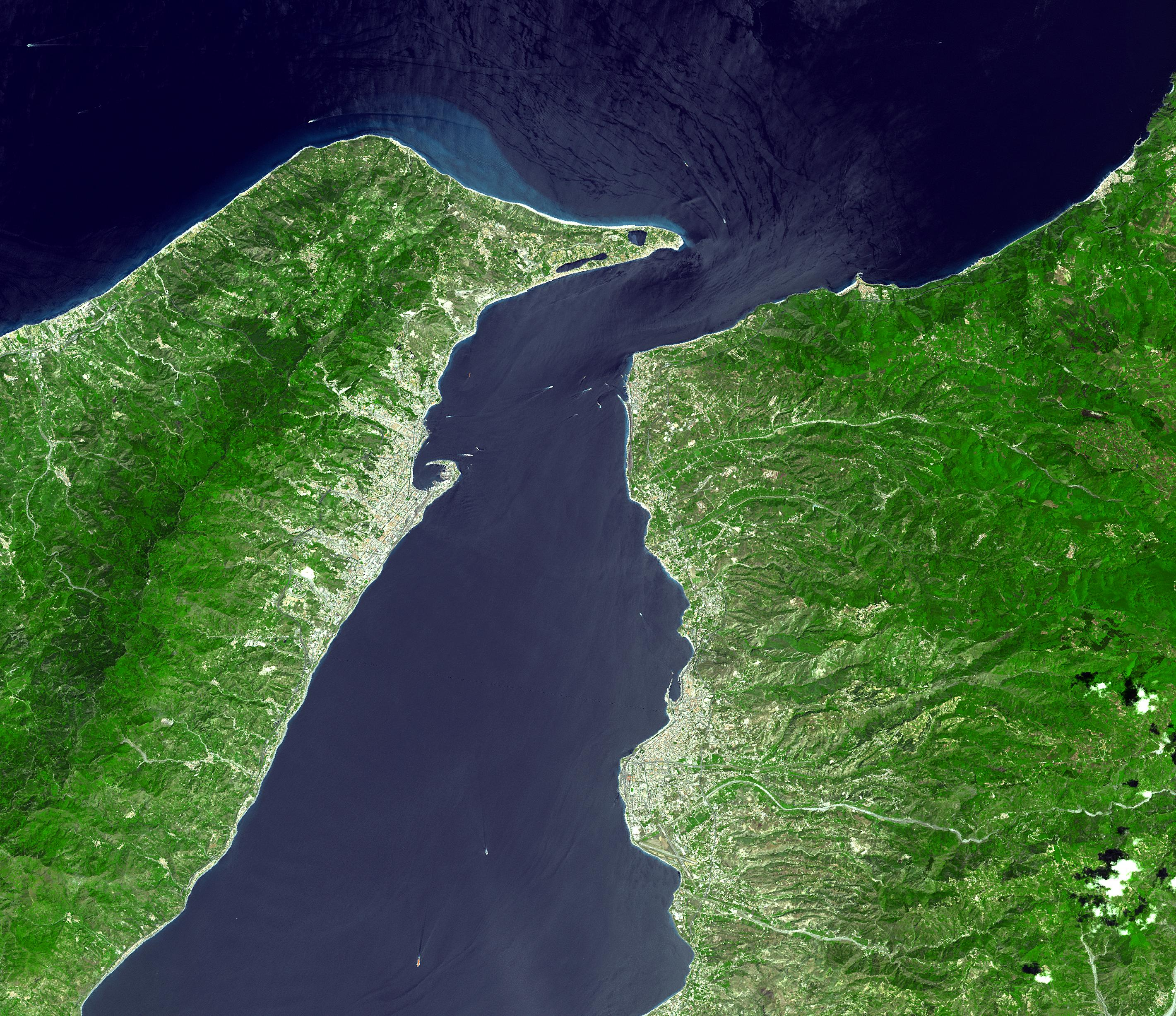
Vista per satèl·lit de l'estret de Messina (NASA)

Les tempestes de l'estret provoquen alguns incidents i antigament van ocasionar el mite dels monstres Escil·la i Caribdis. Des de fa temps hi ha el projecte de fer un pont de 3.666 m de llargada que uniria les ciutats de Messina (Sicília) i Villa San Giovanni (Calàbria).
A la part insular es troba la província de Messina i a la peninsular la província de Reggio de Calàbria, amb convenis de cooperació entre les ciutats de l'estret. Les principals ciutats de la costa són Reggio de Calàbria, Scilla i Villa San Giovanni a Calàbria, i Messina a Sicília.
La Corona d'Aragó va aconseguir-ne el seu control mercès a la seua victòria en el Combat de Nicòtena.

## Noms històrics
Antigament l'estret va ser conegut com l'estret de Sicília. En català medieval es va ser també conegut com a Boca de Far.